# Перуццини, Антонио Франческо
Антонио Франческо Перуццини, по прозванию Перуджино (итал. Antonio Francesco Peruzzini detto Perugino; 1643 или 1646, Анкона — 20 августа 1724, Милан) — итальянский живописец периода барокко.

## История
Антонио родился в Анконе в семье художников, происходящей из Пезаро. Его отец, Доменико (1602— ?), и его братья, Джованни и Паоло, были живописцами, работавшими в регионе Марке и во многих городах, таких как Рим, Болонья, Турин и Милан, в течение XVII и первой четверти XVIII века. Вначале члены семьи занимались росписью майолики, а затем, из-за кризиса производства, стали заниматься живописью. Поэтому Антонио, вероятно, получил первые навыки рисунка и живописи в семье; переезжая из одного города в другой, но более оставаясь в Перуджии (отсюда его прозвание), он совершенствовал своё мастерство в жанре пейзажной живописи. Художник также подолгу работал в Милане, поэтому его творчество часто относят к ломбардской школе.
Антонио Франческо писал пейзажи, изображающие бури, под влиянием творчества Сальваторе Розы, а также популярных в Италии голландских художников-пейзажистов. Его работы часто включали каприччи, подобные тем, что можно увидеть в работах Марко Риччи.
В 1663 году художник был в Риме, откуда отправил несколько картин в Турин для Карло Эмануэле II Савойского. В этот период он создал два «морских шторма» для римского музыканта Джулио Каваллетти, который в 1689 году подарил их Святому дому Лорето, в музее которого они находятся и сегодня.
Впоследствии Перуццини переехал в Болонью, где оставался в период с 1682 по 1689 год. В этом городе он получал заказы на создание пейзажей от графа Аннибале Рануцци. Между 1690 и 1695 годами Перуццини останавливался в Милане: здесь он работал для маркиза Чезаре Пагани над картиной «Искушения Сант-Антонио-Абате» в сотрудничестве с Себастьяно Риччи.
В 1707 году художник переехал в Тоскану, где создавал работы по заказу Фердинандо Медичи и других знатных семей, близких ко двору великого герцога во Флоренции. В 1712—1713 годах Перуццини последовал за Алессандро Маньяско в Милан, и они продолжали сотрудничество до 1720—1725 годов. В Милане они создали серию картин, в которых каждый исполнял свою излюбленную часть работы. Это партнёрство, имевшее большой успех, продолжалось до самой смерти художника в 1724 году.
Антонио Франческо Перуццини был ведущей фигурой в итальянской пейзажной живописи XVII—XVIII веков. Его творчество, как и произведения Сальватора Розы, привело к более свободному пониманию движения, света и цвета, обогащения «палитры» и техники живописи. Со временем картины Перуццини стали атрибутировать в качестве произведений Маньяско, поэтому значение этого художника преуменьшали и это даже «способствовало тому забвению и непониманию, в которое этот художник погрузился до наших дней».
Помимо Антонио Франческо известен и другой художник под той же фамилией — Джованни Перуццини (1629—1694), возможно родственник (но не брат) Антонио Франческо.

## Галерея

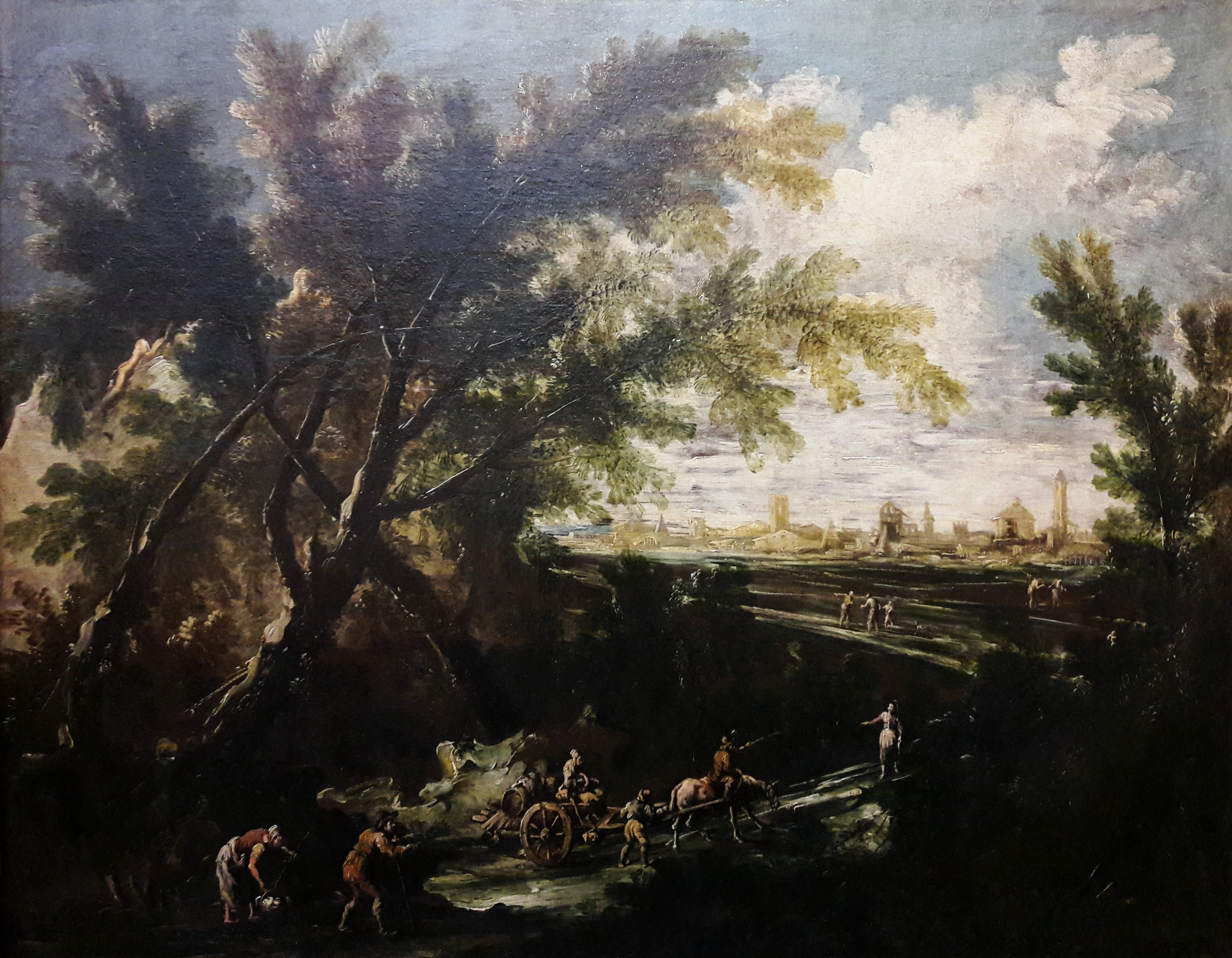
Пейзаж с воловозом. Холст, масло. Национальный музей, Варшава
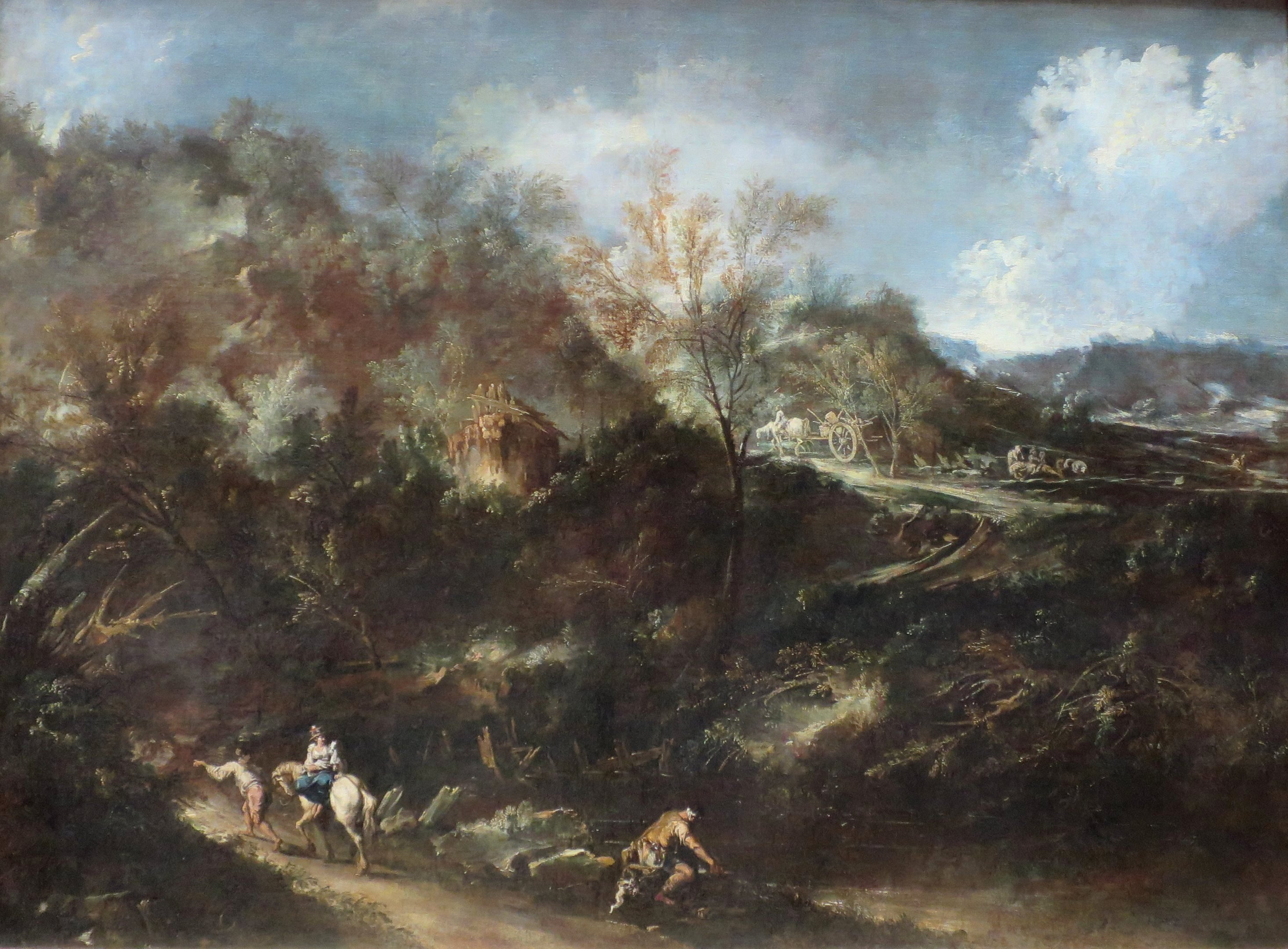
A. Маньяско и А. Ф. Перуццини. Гористый пейзаж. 1720-е гг. Холст, масло. Государственный Эрмитаж, Санкт-Петербург
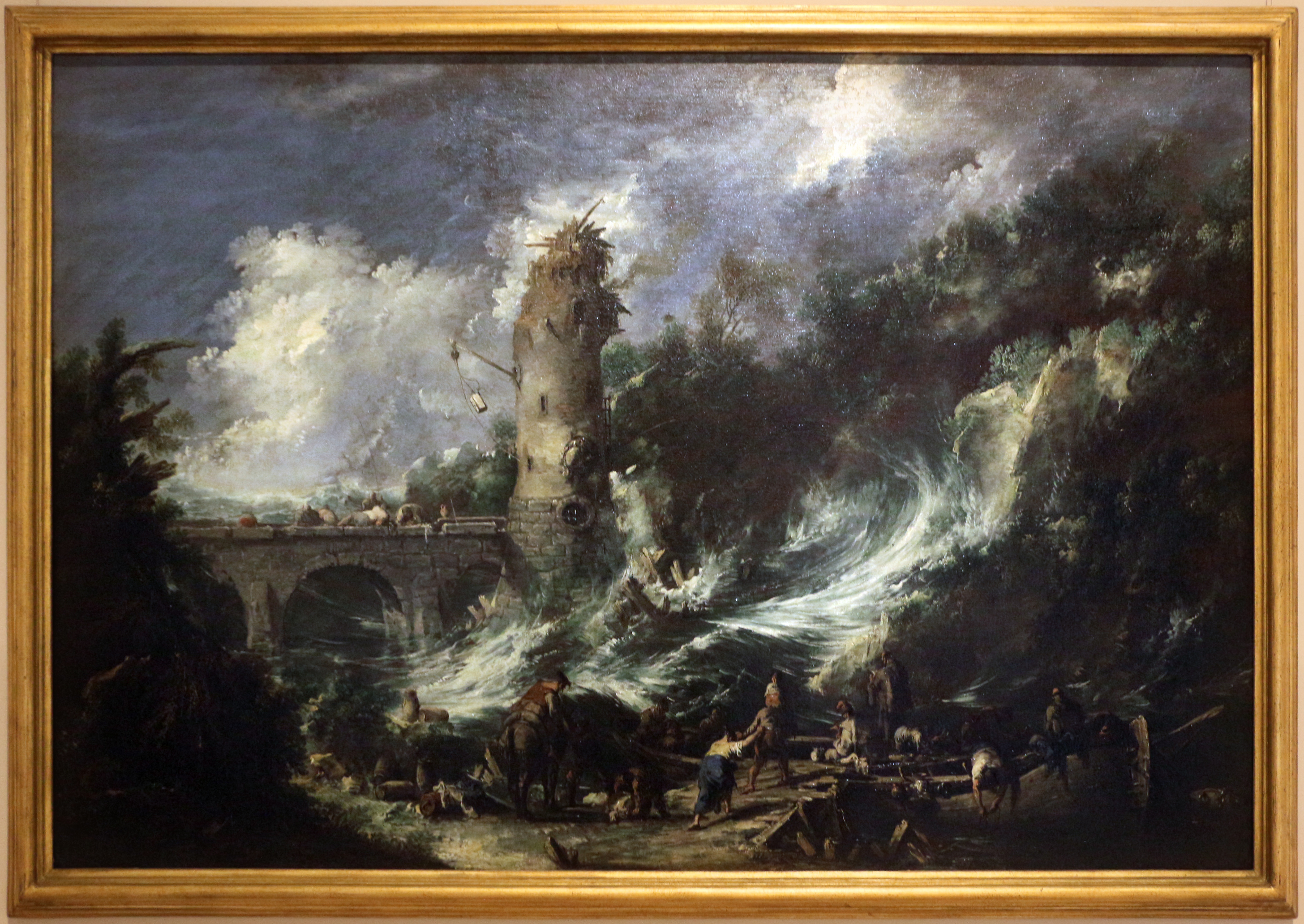
A. Маньяско и А. Ф. Перуццини. Шторм с мостом и башней. 1700-е гг. Холст, масло. Кастелло Сфорцеско, Милан
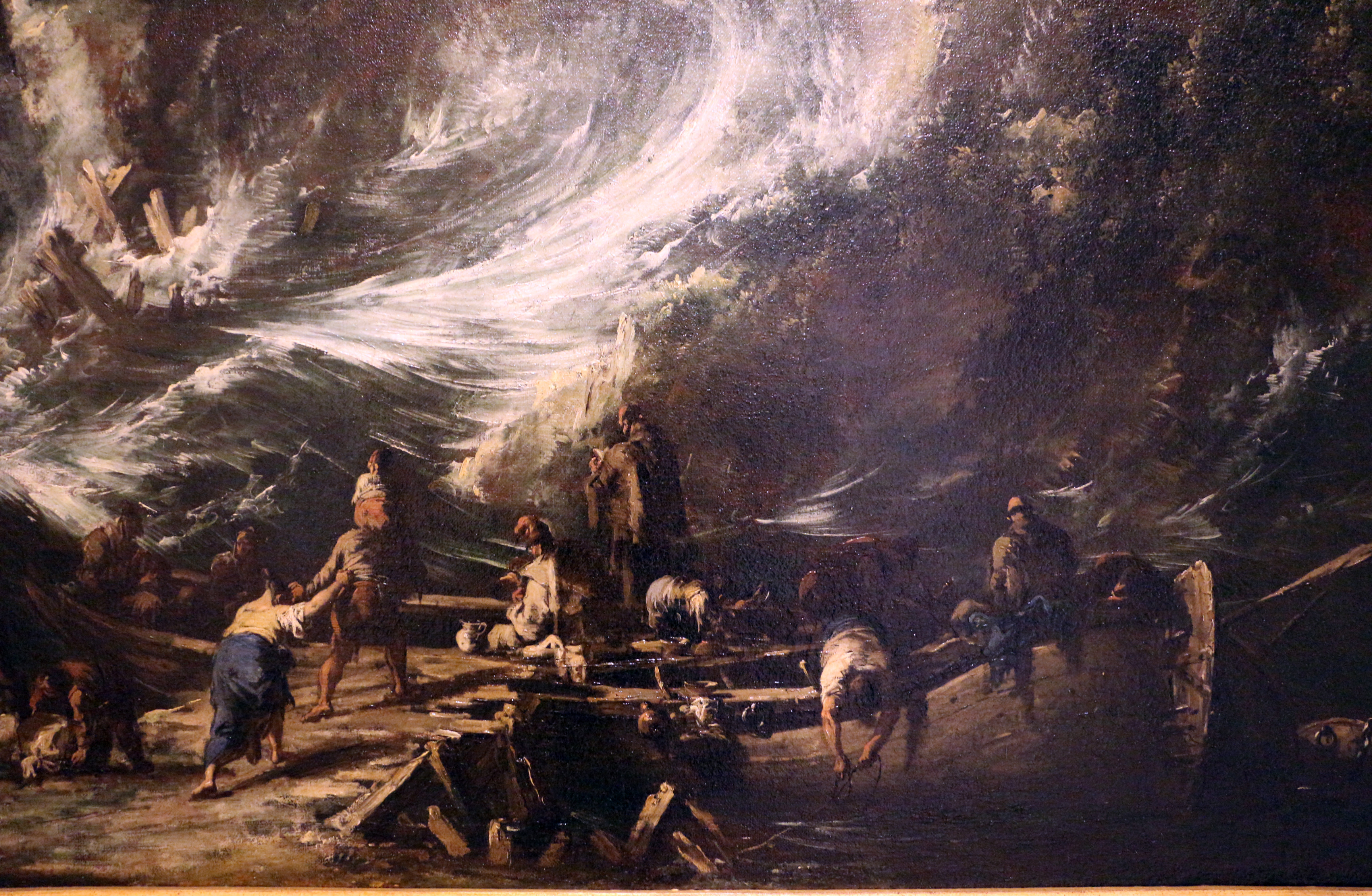
A. Маньяско и А. Ф. Перуццини. Шторм с мостом и башней. 1700-е гг. Холст, масло. Кастелло Сфорцеско, Милан
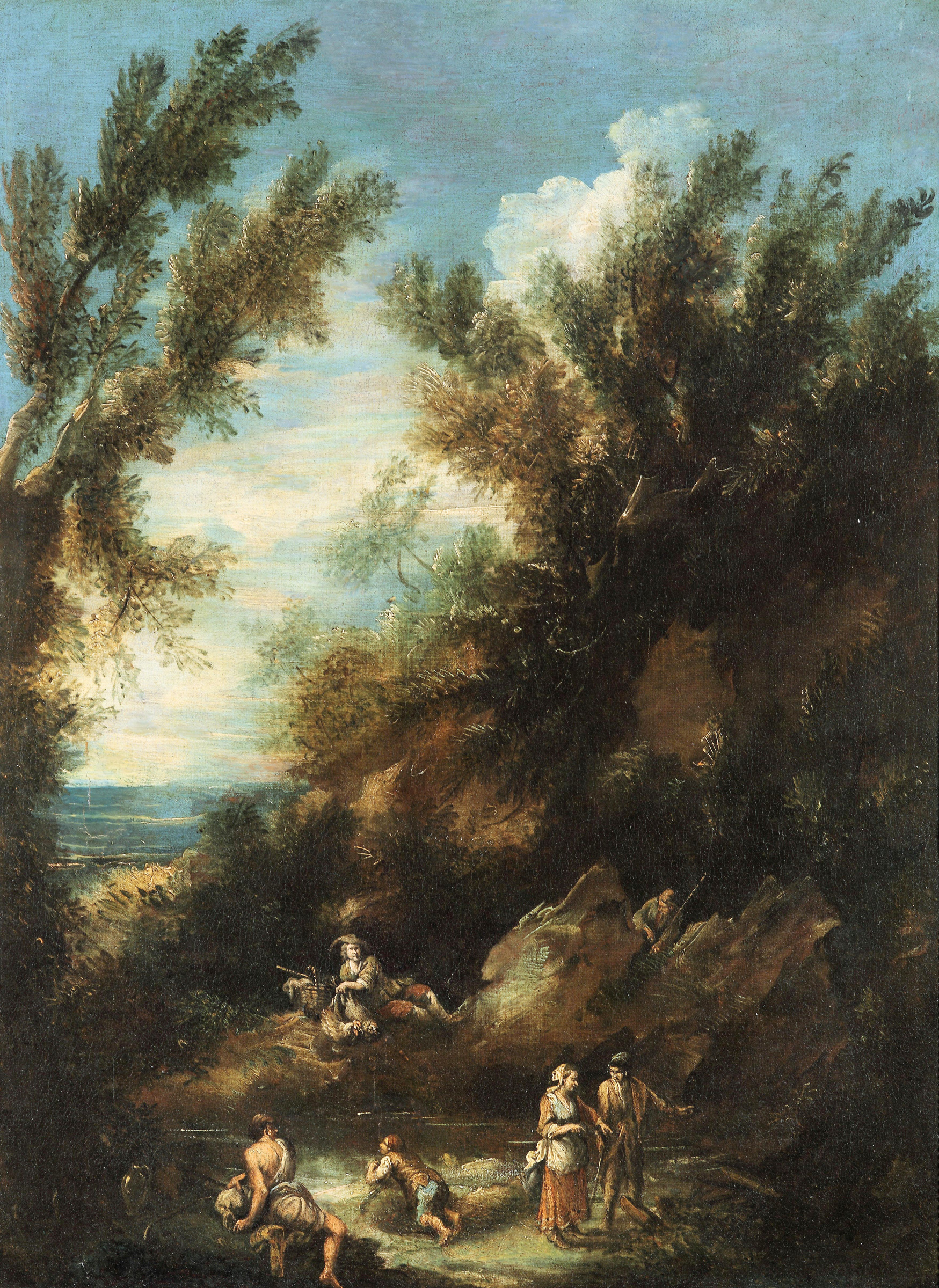
Пейзаж с фигурами. 1710-е гг. Холст, масло. Частное собрание